# Телекино
Телекино — озеро на территории Повенецкого городского поселения Медвежьегорского района Республики Карелия.

## Общие сведения
Площадь озера — 2,5 км². Располагается на высоте 89,3 метров над уровнем моря.
Берега озера каменисто-песчаные, местами заболоченные.
Водоём зарегулирован, является частью Выгозерского водохранилища. Через озеро проходит Беломорско-Балтийский канал.
С северо-западной стороны в озеро впадает река Карбозерка.
Рыбы: минога, лосось, сиг, ряпушка, корюшка, щука, плотва, уклейка, лещ, язь, налим, судак, окунь, ёрш. Рыбопродуктивность — 4 кг/га
Населённые пункты возле озера отсутствуют. Ближайший — посёлок Морская Масельга — расположен в 9,5 км к югу от озера.
Код объекта в государственном водном реестре — 02020001311102000006704.